# Kirchheller Heide

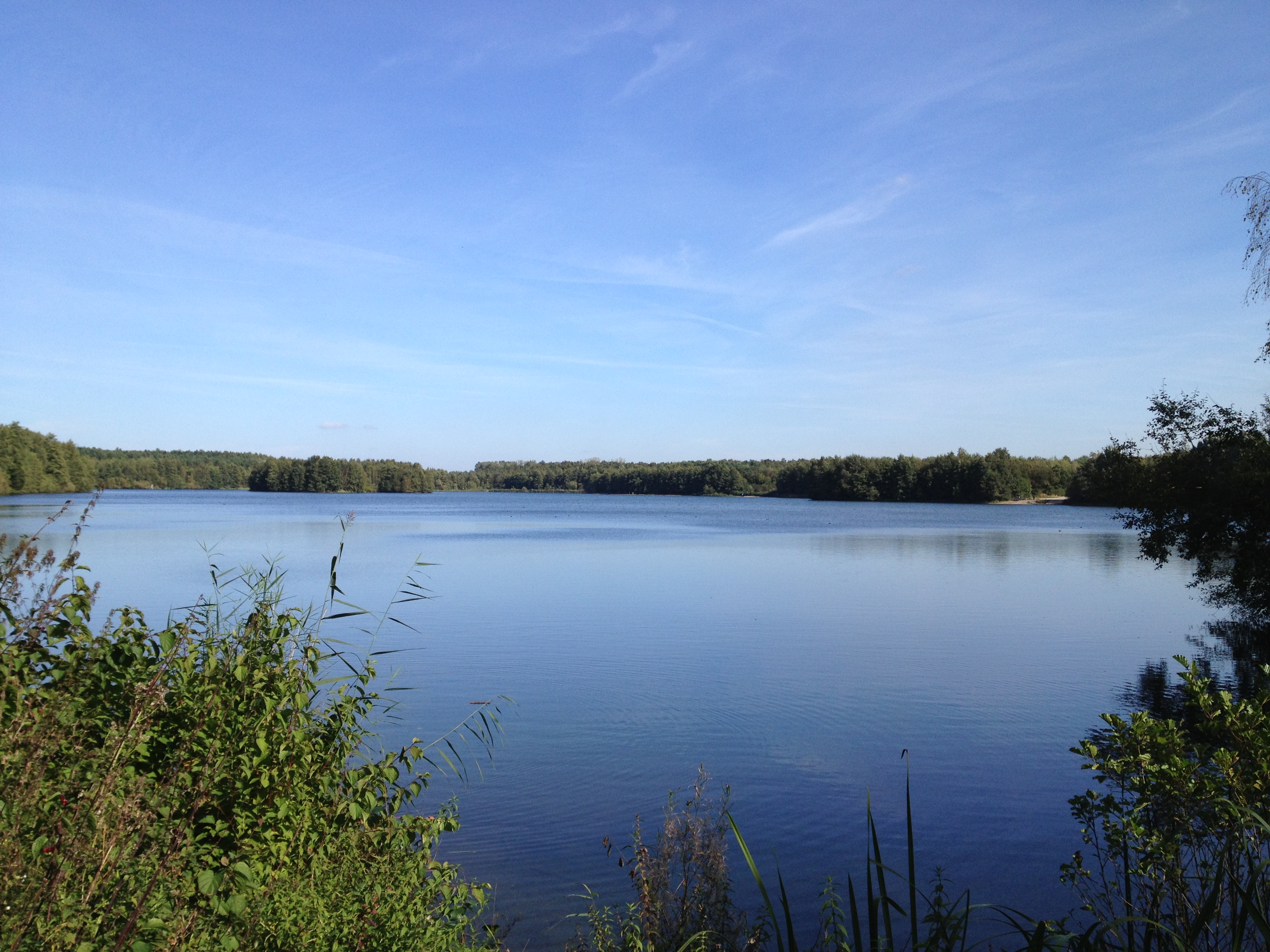
Heidesee in der Kirchheller Heide

Die Kirchheller Heide ist eine Grün- und Waldlandschaft im Westen von Bottrop-Kirchhellen im nordrhein-westfälischen Ruhrgebiet.
Die Kirchheller Heide ist Teil des Naturparks Hohe Mark-Westmünsterland und besitzt mit etwa 100 km markierten Rad- und Wanderwegen sowie 23 km Reitwegen große Bedeutung für die Naherholung im Ruhrgebiet. Kerngebiet ist die Heide- und Moorlandschaft des Kletterpoths, die schon seit 1926 Naturschutzgebiet ist.

## Ausdehnung
Die Kirchheller Heide hat eine Größe von etwa 2000 Hektar (20 km²), wobei das auf Kirchhellener Gemarkung durch den Postweg nach Westen abgetrennte Gebiet 17,3 km² umfasst, davon 0,8 km² östlich der Gahlener Straße. Natürlicher Teil der Heide ist östlich des Postwegs insbesondere das Gebiet der Halde Schöttelheide und der Kirchheller Großteil des Fernewalds unmittelbar südöstlich davon, dessen Südwesten bereits auf Alt-Bottroper Gemarkung liegt und damit in der Kirchheller Heide in einem etwas weiterem Sinne. Ganz auf dieser Gemarkung liegt der vom Fernewald  nach Westen bis Norden gerahmte Köllnische Wald, dessen NSG den Fernewald beinhaltet. Auf dem Bereich des früheren Großen Venns steht heute die Halde Haniel, ebenfalls beide Gemarkungen.
Die Hohe Heide südlich von Kirchhellen(-Mitte) und das Gebiet um Grafenwald gehören, ebenso wie das Voeingholz östlich des Köllnischen Walds, im vegetativen Sinne zur Kirchheller Heide, werden aber ihrer geringen Höhenlage wegen zu den Boye-Platten am Nordwestrand des Emschertals gerechnet.
Geologisch erstreckt sich die Kirchheller Heide über die Niederrheinischen Sandplatten (s. u.) zwischen Lippetal im Norden und Emschertal im Süden. Die grundwassernahen, feuchten Wälder werden von Spechtsbach (zur Boye, Alt-Bottrop), Rotbach und seinem Zufluss Schwarzbach durchflossen. Die Bachsysteme zeichnen sich durch ihre natürliche Auenvegetation aus. Staueinwirkungen des hochanstehenden Grundwassers führen vor allem in Muldenlagen zu Versumpfung und Moorbildung und später zu einer dementsprechenden typischen Waldvegetation mit einem hohen Anteil an Erlen.
In der Kirchheller Heide findet sich die ehemalige Kiesgrube Heidesee.
2019 wurde erstmals seit 100 Jahren wieder ein Wolf gesichtet. Das Gebiet ist Teil des Wolfsgebiets Schermbeck.

## Naturräumliche Zuordnung
Innerhalb der Haupteinheitengruppe des Niederrheinischen Tieflands (57) liegt die Kirchheller Heide in der Haupteinheit Niederrheinische Sandplatten (578) auf dem Gebiet der Einheit Königshardter Sandplatten (578.0), zu der der Begriff der Kirchheller Heide im weiteren Sinne auch synonym verwendet wird – zumal es die namentlich mit Abstand bekannteste Landschaft dieses Gebiets ist und der Naturraumname weitgehend unbekannt ist. Neben der Kirchheller Gemarkung (Stadt Bottrop) liegt diese Einheit, im Uhrzeigersinn, auf der von Bottrop (Köllnischer Wald und Fuhlenbrock-Nord), Osterfeld mit Klosterhardt und Sterkrade mit Königshardt nebst Sterkrade-Nord mit Walsumermark (Stadt Oberhausen), Hiesfeld (Stadt Dinslaken), Bruckhausen, Bucholtwelmen, Hünxe, Gartrop-Bühl (alle Stadt Hünxe), Gahlen (Gemeinde Schermbeck) und, zu kleinen Anteilen im Nordosten (Stadtteil Östrich), Dorsten. Speziell im Süden (Fuhlenbrock, Klosterhardt, Königshardt, Walsumermark) werden zwar große Höhen erreicht (Fuhlenbrock bis 80,2 m, Klosterhardt bis 77,1 m), jedoch ist in den kernstadtangebundenen Wohnstadtteilen wenig von den ursprünglichen Heidelandschaften verblieben.
Dass der Begriff auch gemarkungsübergreifend verwendet wird, zeigt sich etwa in der Namensgebung des NSG Kirchheller Heide, Schwarzbach, das, im nordwestlichen Anschluss an die eigentliche Kirchheller Heide, auf Hiesfelder Gemarkung liegt. Im Kontrast dazu steht das NSG Hiesfelder Wald auf der Gemarkung Sterkrade-Nord. Der vermeintliche Widerspruch lässt sich auflösen, wenn man bedenkt, dass Schmachtendorf, auf dessen alten Gebiet die Walsumer Mark liegt, historisch zu Hiesfeld gehörte und erst 1917, als Hiesfeld unter Dinslaken und Sterkrade aufgeteilt wurde, zu Sterkrade (und damit später zu Oberhausen) kam. Auf Kirchheller Gemarkung liegt neben dem großen NSG Kirchheller Heide noch das NSG Kirchheller Heide und Hilsfelder Wald (sic!), das die Kirchheller Randtäler an Rot- und Schwarzbach unter Schutz stellt und sich erkennbar einer Falschschreibung bedient, und zwar immerhin im Jahr 2022 bereits seit sieben Jahren.
Im Gesamtgebiet der Königshardter Sandplatten gibt es diverse weitere Naturschutzgebiete, auch auf Kirchheller Gemarkung; sie bleiben indes deutlich kleiner als die zusammenhängende 12 km² einnehmenden vier erwähnten. Neben dem größtenteils auf Alt-Bottroper Gebiet liegenden Köllnischen Wald (1,9 km²) ist noch das NSG Torfvenn/Rehrbach auf Kirchheller und Gahlener Gebiet erwähnenswert, an dessen 3,6 km² sich in Gartrop-Bühl das insgesamt 5,5 km² große NSG Gartroper Mühlenbach anschließt, das allerdings nur zu etwa 2 km² unmittelbar das vorgenannte NSG flächig fortsetzt und ansonsten nur durch die verbindenden Bachläufe einfach zusammenhängend bleibt.